# 휘진
휘진(본명: 권휘진, 1977년 1월 19일 ~ )는 대한민국의 성악가이자 팝페라 테너이다. 공식 영문 이름은 whee jine이다. 
공업고등학교를 졸업하고 기아자동차 설계연구실에서 엔지니어로 근무했다. 근무 시간 이후의 시간을 쪼개어 성악 레슨을 받는 어려운 환경에서도 음악가의 꿈을 키워 나아갔으며 전문적인 음악 교육을 받지 못하는 어려움 속에서도 끊임없는 노력과 강한 의지로 도전해 1999년 서울대학교 성악과에 입학했다. 2001년 베데스다 콩쿨에서 1위를 하였으며 2008년 2월, 한국에서 첫 독집앨범 <face> 발표하였다.  2010년 5월, 일본의 프로듀서 Kondo Yukiko가 프로듀싱을 맡아 일본 활동을 시작하였고 같은 해 8월, 전세계 아이들을 위해 열린 <The International Janusz Korczak Conference>에서 기념 콘서트에 참여하여 국제 친선에 기여했다.  2011년 1월, 도쿄 기오이홀에서 개최된 <Whee Jine New Year Concert in Japan, 2011>로 일본 데뷔를 했다. 이 공연은 일본 왕비의 공식적 관람으로 KBS, MBC, SBS 등에서도 크게 보도되었으며, 한국과 일본이 한마음이 될 수 있는 의미 있는 공연이었다는 호평을 받았다. 2011년 3월 11일에 일어난 동일본대지진으로 큰 상처를 받은 아이들을 위해 피해지를 방문. 음악적 교류를 쌓아 가며 수많은 따뜻한 메시지를 받았다. 같은 해 11월, EMI 뮤직재팬(EMI Music Japan)에서 일본 데뷔 싱글 <타다 아이노 타메니/10월의 어느 멋진 날>을 발표. 아울러 도쿄 오페라시티 콘서트홀에서 <Whee Jine　Concert in Autumn, 2011>을 개최하면서 일본을 대표하는 뮤지션들과 호흡을 맞춰 수많은 관객들을 매료시켰다. 이 콘서트는 지진 피해지 아이들과 난민 아이들을 지원하기 위한 콘서트이기도 했다. 2012년 2월, 일본 데뷔 앨범 <Illuminations, 일루미네이션즈>를 발표하였으며 2012년 3월 11일, 동일본대지진 아카마에 추모 위령제에 초청을 받아 추모 콘서트를 개최하였다. 2012년 3월 16일에는 NHK 방송 <금요 버라이어티>에 출연하였고 같은해 6월에는 런던 메트로폴리탄 오케스트라와 함께 피해자 지원을 위한 동북 콘서트 투어에 참여하였다. 
음악에 대한 열정과 역경을 이겨낸 사람이 보여줄 수 있는 높은 의지, 그리고 듣는 사람을 부드럽게 감싸 안는 호소력 있는 목소리가 국경을 넘어 큰 관심을 모으고 있다. 현재, 서울예술대학교 초빙교수로 재직 중이다.